# وشم گلوسفید
وشم گلوسفید (نام علمی: Tinamus guttatus) نام یک گونه از سرده وشم‌های بزرگ‌تر است.